# NGC 2258
NGC 2258 (również PGC 19622 lub UGC 3523) – galaktyka soczewkowata (S0), znajdująca się w gwiazdozbiorze Żyrafy. Odkrył ją Ernst Wilhelm Leberecht Tempel 1 sierpnia 1883 roku.
W galaktyce tej zaobserwowano supernową SN 1997E.